# Evangelische Kirche (Limbach)

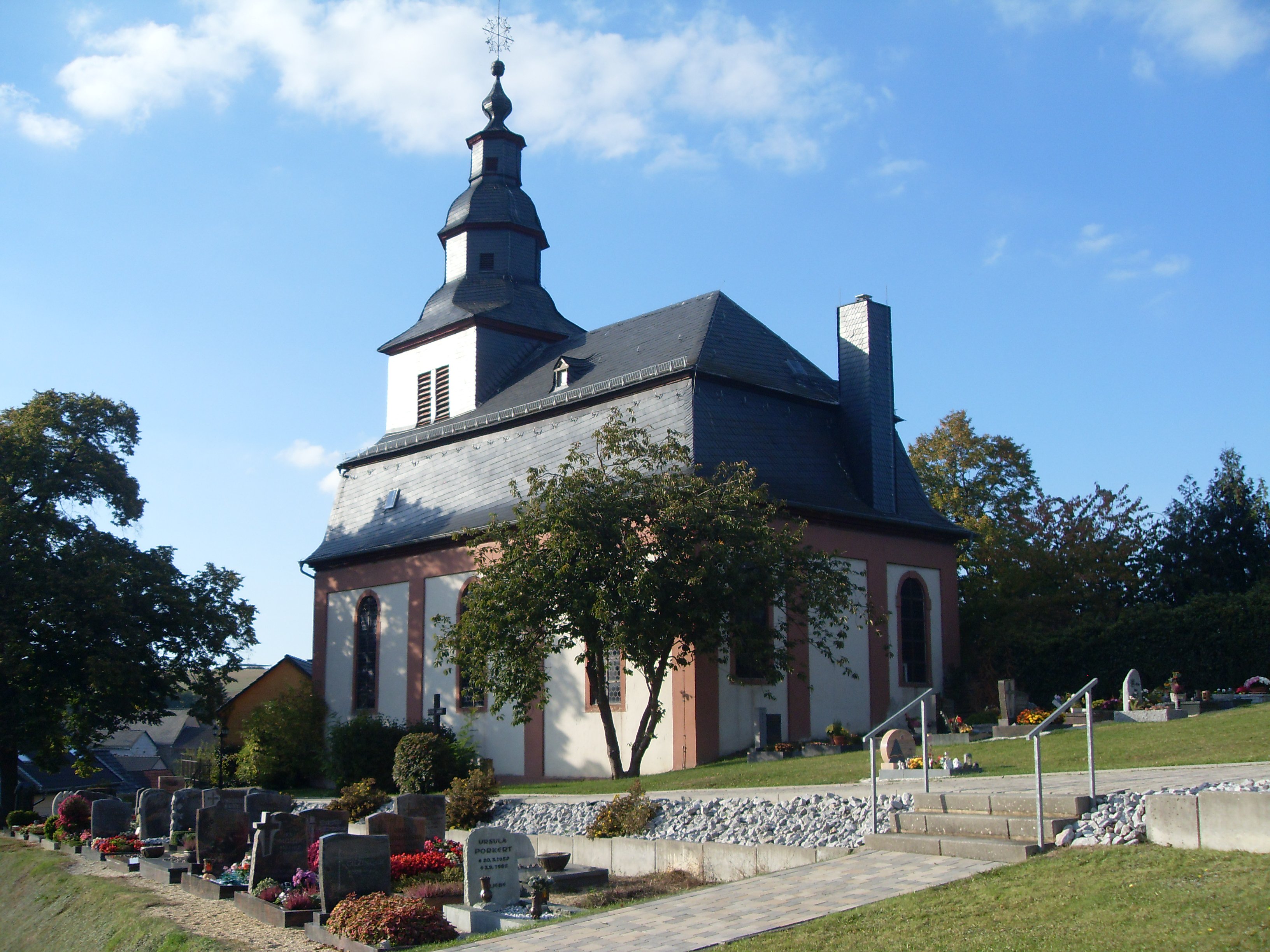
Evangelische Kirche (Limbach)

Die Evangelische Kirche Limbach ist ein denkmalgeschütztes Kirchengebäude, das in Limbach steht, einem Ortsteil der Gemeinde Hünstetten im Rheingau-Taunus-Kreis in Hessen. Die Kirchengemeinde gehört zum Dekanat Rheingau-Taunus in der Propstei Rhein-Main der Evangelischen Kirche in Hessen und Nassau.

## Beschreibung
Die Saalkirche wurde 1744/45 nach einem Entwurf von Friedrich Joachim Stengel gebaut, weil der Vorgängerbau baufällig geworden war. Aus dem Mansarddach des Kirchenschiffs, das über dem Chor im Osten abgewalmt ist, erhebt sich im Westen ein quadratischer Dachturm, der mit einer mehrfach gestuften, achtseitigen Haube bedeckt ist. 
Der Innenraum hat dreiseitige, teils doppelstöckige Emporen und ist mit einem hölzernen, verputzten Tonnengewölbe überspannt. Die Kirchenausstattung stammt aus der Bauzeit. Die Kanzel und die Orgel stehen an der Seite des Altars. Die Orgel mit elf Registern, einem Manual und einem Pedal wurde 1708–10 von Johann Friedrich Macrander für die Mauritiuskirche (Wiesbaden) gebaut und 1804 nach Limbach verkauft.